# Campeonato Italiano de Rugby 1965-66
El Campeonato de Rugby de Italia de 1965-66 fue la trigésimo sexta edición de la primera división del rugby de Italia.

## Sistema de disputa
Los equipos se enfrentaron en condición de local y de visitante a cada uno de sus rivales.
El equipo que al finalizar el torneo se encuentre en la primera posición se declara automáticamente como campeón.
Mientras que los dos últimos equipos descenderán directamente a la segunda división.

## Desarrollo
- Tabla de posiciones:[1]

| Pos. | Equipo          | Encuentros | Encuentros | Encuentros | Encuentros | Tantos | Tantos | Tantos | Puntos |
| Pos. | Equipo          | PJ         | PG         | PE         | PP         | F      | C      | Dif    | Puntos |
| ---- | --------------- | ---------- | ---------- | ---------- | ---------- | ------ | ------ | ------ | ------ |
| 1.º  | Partenope Rugby | 22         | 17         | 3          | 2          | 244    | 108    | +136   | 37     |
| 2.º  | CUS Roma        | 22         | 15         | 3          | 4          | 184    | 104    | +80    | 33     |
| 3.º  | Petrarca Padova | 22         | 11         | 1          | 10         | 154    | 125    | +29    | 23     |
| 4.º  | L'Aquila Rugby  | 22         | 11         | 1          | 10         | 151    | 130    | +21    | 23     |
| 5.º  | Rugby Rovigo    | 22         | 10         | 2          | 10         | 148    | 183    | -35    | 22     |
| 6.º  | Fiamme Oro      | 22         | 9          | 3          | 10         | 135    | 124    | +11    | 21     |
| 7.º  | Rugby Parma     | 22         | 9          | 2          | 11         | 168    | 200    | -32    | 20     |
| 8.º  | Rugby Livorno   | 22         | 8          | 3          | 11         | 148    | 174    | -26    | 19     |
| 9.º  | Rugby Milano    | 22         | 7          | 5          | 10         | 157    | 220    | -63    | 19     |
| 10.º | Amatori Milano  | 22         | 7          | 4          | 11         | 110    | 148    | -38    | 18     |
| 11.º | Treviso         | 22         | 7          | 3          | 12         | 119    | 154    | -35    | 17     |
| 12.º | Frascati Rugby  | 22         | 5          | 2          | 15         | 96     | 144    | -48    | 11     |

|  | Campeón.                 |
|  | Descendido a la Serie B. |

| Bandera de Italia       |
| Campeón Partenope Rugby |
| Segundo título          |